# Mischocyttarus tapuya
Mischocyttarus tapuya är en getingart som först beskrevs av Schulz 1905.  Mischocyttarus tapuya ingår i släktet Mischocyttarus och familjen getingar. Inga underarter finns listade i Catalogue of Life.